# 南区 (相模原市)
南区（みなみく）は、相模原市を構成する3行政区のうちの一つである。

## 概要
南区は相模原市内の区では第1位の人口を擁しており、また相模原市域の約11.6%の面積を占めている。  
相模大野をはじめとした大規模な商業地が形成されている一方で、自然とふれあえる相模原公園や相模原麻溝公園などの公園や相模原中央緑地(木もれびの森)などの緑地が充実している。
- 区制：2010年（平成22年）4月1日
- 区域：大野中、大野南、麻溝、新磯、相模台、相武台、東林[4]

中央部の麻溝台や新磯野は元の陸軍士官学校の演習地であり、戦後旧満洲等からの引揚者らにより開墾された。

### 区名の由来
| 順位 | 区名       | 応募数 |
| ---- | ---------- | ------ |
| 1位  | 南区       | 1132   |
| 2位  | 大野区     | 677    |
| 3位  | 相模大野区 | 328    |
| 4位  | 東区       | 325    |
| 5位  | 相南区     | 132    |
| 6位  | あじさい区 | 116    |
| 7位  | ひばり区   | 108    |
| 8位  | 相模区     | 87     |
| 9位  | けやき区   | 58     |
| 10位 | 栄区       | 43     |

区名は公募により選ばれた。最も支持を集めており、なおかつ他の区名候補と比べ得票数で大きな差がついていることを理由とし、1位の「南区」が選ばれた。なお、相模原市の最南端は緑区に属する。

## 地理

### 地形
- 相模野台地の河岸段丘が形成されているが、中央区のように中段面はあまり広くない。上段の相模原面が面積の大半を占め、この面内では中央区界が標高110m、大和市界で標高80mほどである。相模川沿いでは標高30mを下回る地点もある。

### 人口
- 2010年　274,364
- 2015年　277,280

### 地域

#### 町名
南区内では、一部の区域で住居表示に関する法律に基づく住居表示が実施されている。住居表示実施前の町名等欄で下線がある町名はその全部、それ以外はその一部である。
| 町名             | 町名の読み           | 町区域設定年月日 | 住居表示実施年月日 | 住居表示実施前の町名等                                             | 備考                       |
| ---------------- | -------------------- | ---------------- | ------------------ | ------------------------------------------------------------------ | -------------------------- |
| 旭町             | あさひちょう         | 1969年7月1日     | 1969年7月1日       | 大字上鶴間                                                         |                            |
| 麻溝台           | あさみぞだい         | 1951年1月xx日    | 未実施             |                                                                    |                            |
| 麻溝台一丁目     | あさみぞだい         | 1989年7月1日     | 1989年7月1日       | 大字麻溝台字いの原・字ろの原・字はの原                             |                            |
| 麻溝台二丁目     | あさみぞだい         | 1989年7月1日     | 1989年7月1日       | 大字麻溝台字いの原・字ろの原・字はの原                             |                            |
| 麻溝台三丁目     | あさみぞだい         | 1989年7月1日     | 1989年7月1日       | 大字麻溝台字いの原・字ろの原、大字当麻字相模原                     |                            |
| 麻溝台四丁目     | あさみぞだい         | 1989年7月1日     | 1989年7月1日       | 大字麻溝台字ろの原・字はの原、大字当麻字相模原                     |                            |
| 麻溝台五丁目     | あさみぞだい         | 1989年7月1日     | 1989年7月1日       | 大字麻溝台字はの原                                                 |                            |
| 麻溝台六丁目     | あさみぞだい         | 1989年7月1日     | 1989年7月1日       | 大字麻溝台字はの原                                                 |                            |
| 麻溝台七丁目     | あさみぞだい         | 1989年7月1日     | 1989年7月1日       | 大字麻溝台字はの原                                                 |                            |
| 麻溝台八丁目     | あさみぞだい         | 1989年7月1日     | 1989年7月1日       | 大字麻溝台字にの原、大字下溝字拾七ノ原・字拾八ノ原・字壱ノ芝野     |                            |
| 新磯野           | あらいその           | 1951年1月xx日    | 未実施             |                                                                    |                            |
| 新磯野一丁目     | あらいその           | 1978年11月1日    | 1978年11月1日      | 大字新磯野                                                         |                            |
| 新磯野二丁目     | あらいその           | 1978年11月1日    | 1978年11月1日      | 大字新磯野                                                         |                            |
| 新磯野三丁目     | あらいその           | 1978年11月1日    | 1978年11月1日      | 大字新磯野                                                         |                            |
| 新磯野四丁目     | あらいその           | 1978年11月1日    | 1978年11月1日      | 大字新磯野                                                         |                            |
| 新磯野五丁目     | あらいその           | 1978年11月1日    | 1978年11月1日      | 大字新磯野                                                         |                            |
| 磯部             | いそべ               | 1941年4月29日    | 未実施             |                                                                    |                            |
| 鵜野森一丁目     | うのもり             | 1993年11月1日    | 1993年11月1日      | 大字鵜野森字柏木・字新林、大字古淵字鎌倉道下                       |                            |
| 鵜野森二丁目     | うのもり             | 1993年11月1日    | 1993年11月1日      | 大字鵜野森字鹿島森・字中原・字柏木・字新林                         |                            |
| 鵜野森三丁目     | うのもり             | 1993年11月1日    | 1993年11月1日      | 大字鵜野森字鹿島森・字中原・字丸屋                                 |                            |
| 鵜野森三丁目     | うのもり             | 1993年11月1日    | 2004年2月1日       | 大字鵜野森字中原・字丸屋                                           |                            |
| 大野台一丁目     | おおのだい           | 1973年7月1日     | 1973年7月1日       | 大字大沼                                                           |                            |
| 大野台二丁目     | おおのだい           | 1973年7月1日     | 1973年7月1日       | 大字大沼                                                           |                            |
| 大野台三丁目     | おおのだい           | 1973年7月1日     | 1973年7月1日       | 大字大沼、大字淵野辺                                               | 中央区に属する部分を除く。 |
| 大野台三丁目     | おおのだい           | 1973年7月1日     | 1979年7月1日       | 大字上溝、大字当麻、大字下溝                                       | 中央区に属する部分を除く。 |
| 大野台四丁目     | おおのだい           | 1973年7月1日     | 1973年7月1日       | 大字大沼                                                           |                            |
| 大野台四丁目     | おおのだい           | 1973年7月1日     | 1979年7月1日       | 大字当麻、大字下溝、大字麻溝台                                     |                            |
| 大野台五丁目     | おおのだい           | 1973年7月1日     | 1973年7月1日       | 大字大沼                                                           |                            |
| 大野台六丁目     | おおのだい           | 1973年7月1日     | 1973年7月1日       | 大字大沼                                                           |                            |
| 大野台七丁目     | おおのだい           | 1973年7月1日     | 1973年7月1日       | 大字大沼                                                           |                            |
| 大野台八丁目     | おおのだい           | 1973年7月1日     | 1973年7月1日       | 大字大沼                                                           |                            |
| 上鶴間           | かみつるま           | 1941年4月29日    | 未実施             |                                                                    | 在日米軍相模原住宅地区     |
| 上鶴間一丁目     | かみつるま           | 1977年7月1日     | 1977年7月1日       | 大字上鶴間                                                         |                            |
| 上鶴間二丁目     | かみつるま           | 1977年7月1日     | 1977年7月1日       | 大字上鶴間                                                         |                            |
| 上鶴間三丁目     | かみつるま           | 1977年7月1日     | 1977年7月1日       | 大字上鶴間                                                         |                            |
| 上鶴間四丁目     | かみつるま           | 1977年7月1日     | 1977年7月1日       | 大字上鶴間                                                         |                            |
| 上鶴間五丁目     | かみつるま           | 1977年7月1日     | 1977年7月1日       | 大字上鶴間                                                         |                            |
| 上鶴間六丁目     | かみつるま           | 1977年7月1日     | 1977年7月1日       | 大字上鶴間                                                         |                            |
| 上鶴間七丁目     | かみつるま           | 1977年7月1日     | 1977年7月1日       | 大字上鶴間                                                         |                            |
| 上鶴間八丁目     | かみつるま           | 1977年7月1日     | 1977年7月1日       | 大字上鶴間                                                         |                            |
| 上鶴間本町一丁目 | かみつるまほんちょう | 2004年2月1日     | 2004年2月1日       | 大字上鶴間                                                         |                            |
| 上鶴間本町二丁目 | かみつるまほんちょう | 2004年2月1日     | 2004年2月1日       | 大字上鶴間                                                         |                            |
| 上鶴間本町三丁目 | かみつるまほんちょう | 2004年2月1日     | 2004年2月1日       | 大字上鶴間                                                         |                            |
| 上鶴間本町四丁目 | かみつるまほんちょう | 2004年2月1日     | 2004年2月1日       | 大字上鶴間                                                         |                            |
| 上鶴間本町五丁目 | かみつるまほんちょう | 2004年2月1日     | 2004年2月1日       | 大字上鶴間                                                         |                            |
| 上鶴間本町六丁目 | かみつるまほんちょう | 2004年2月1日     | 2004年2月1日       | 大字上鶴間                                                         |                            |
| 上鶴間本町七丁目 | かみつるまほんちょう | 2004年2月1日     | 2004年2月1日       | 大字上鶴間                                                         |                            |
| 上鶴間本町八丁目 | かみつるまほんちょう | 2004年2月1日     | 2004年2月1日       | 大字上鶴間                                                         |                            |
| 上鶴間本町九丁目 | かみつるまほんちょう | 2004年2月1日     | 2004年2月1日       | 大字上鶴間                                                         |                            |
| 北里一丁目       | きたざと             | 1979年7月1日     | 1979年7月1日       | 大字麻溝台、大字下溝                                               |                            |
| 北里二丁目       | きたざと             | 1979年7月1日     | 1979年7月1日       | 大字麻溝台                                                         |                            |
| 古淵一丁目       | こぶち               | 1991年10月1日    | 1991年10月1日      | 大字淵野辺字嶽之内下、大字古淵字古淵                               |                            |
| 古淵二丁目       | こぶち               | 1991年10月1日    | 1991年10月1日      | 大字淵野辺字嶽之内下、大字古淵字古淵、大字大沼字相模原・字上長久保 |                            |
| 古淵三丁目       | こぶち               | 1991年10月1日    | 1991年10月1日      | 大字古淵字古淵・字鎌倉道下、大字大沼字上長久保・字下長久保         |                            |
| 古淵四丁目       | こぶち               | 1991年10月1日    | 1991年10月1日      | 大字古淵字古淵・字鎌倉道下・字檜                                   |                            |
| 古淵五丁目       | こぶち               | 1991年10月1日    | 1991年10月1日      | 大字古淵字鎌倉道下・字檜、大字鵜野森字柏木                         |                            |
| 古淵六丁目       | こぶち               | 1997年11月1日    | 1997年11月1日      | 大字大沼字下長久保                                                 |                            |
| 栄町             | さかえちょう         | 1969年7月1日     | 1969年7月1日       | 大字上鶴間                                                         |                            |
| 相模大野一丁目   | さがみおおの         | 1981年7月1日     | 1981年7月1日       | 大字鵜野森                                                         |                            |
| 相模大野二丁目   | さがみおおの         | 1981年7月1日     | 1981年7月1日       | 大字上鶴間                                                         |                            |
| 相模大野三丁目   | さがみおおの         | 1981年7月1日     | 1981年7月1日       | 大字上鶴間                                                         |                            |
| 相模大野三丁目   | さがみおおの         | 1981年7月1日     | 1998年11月1日      | 大字上鶴間                                                         |                            |
| 相模大野四丁目   | さがみおおの         | 1986年7月1日     | 1986年7月1日       | 大字上鶴間                                                         |                            |
| 相模大野五丁目   | さがみおおの         | 1981年7月1日     | 1981年7月1日       | 大字上鶴間                                                         |                            |
| 相模大野六丁目   | さがみおおの         | 1981年7月1日     | 1981年7月1日       | 大字上鶴間                                                         |                            |
| 相模大野七丁目   | さがみおおの         | 1982年7月1日     | 1982年7月1日       | 大字上鶴間                                                         |                            |
| 相模大野七丁目   | さがみおおの         | 1982年7月1日     | 1998年11月1日      | 大字上鶴間                                                         |                            |
| 相模大野八丁目   | さがみおおの         | 1982年7月1日     | 1982年7月1日       | 大字上鶴間                                                         |                            |
| 相模大野八丁目   | さがみおおの         | 1982年7月1日     | 1998年11月1日      | 大字上鶴間                                                         |                            |
| 相模大野九丁目   | さがみおおの         | 1982年7月1日     | 1982年7月1日       | 大字上鶴間                                                         |                            |
| 相模台一丁目     | さがみだい           | 1969年7月1日     | 1969年7月1日       | 大字磯部、大字新戸                                                 |                            |
| 相模台二丁目     | さがみだい           | 1969年7月1日     | 1969年7月1日       | 大字新戸                                                           |                            |
| 相模台三丁目     | さがみだい           | 1969年7月1日     | 1969年7月1日       | 大字新磯野                                                         |                            |
| 相模台四丁目     | さがみだい           | 1969年7月1日     | 1969年7月1日       | 大字新磯野                                                         |                            |
| 相模台五丁目     | さがみだい           | 1970年7月1日     | 1970年7月1日       | 大字新磯野                                                         |                            |
| 相模台六丁目     | さがみだい           | 1970年7月1日     | 1970年7月1日       | 大字新磯野                                                         |                            |
| 相模台七丁目     | さがみだい           | 1970年7月1日     | 1970年7月1日       | 大字磯部、大字新磯野                                               |                            |
| 相模台団地       | さがみだいだんち     | 1970年7月1日     | 1970年7月1日       | 大字磯部                                                           |                            |
| 桜台             | さくらだい           | 1970年7月1日     | 1970年7月1日       | 大字上鶴間、大字磯部                                               |                            |
| 下溝             | しもみぞ             | 1941年4月29日    | 未実施             |                                                                    |                            |
| 新戸             | しんど               | 1941年4月29日    | 未実施             |                                                                    |                            |
| 相南一丁目       | そうなん             | 1971年7月1日     | 1971年7月1日       | 大字上鶴間                                                         |                            |
| 相南二丁目       | そうなん             | 1971年7月1日     | 1971年7月1日       | 大字上鶴間                                                         |                            |
| 相南三丁目       | そうなん             | 1971年7月1日     | 1971年7月1日       | 大字上鶴間                                                         |                            |
| 相南四丁目       | そうなん             | 1971年7月1日     | 1971年7月1日       | 大字上鶴間                                                         |                            |
| 相武台一丁目     | そうぶだい           | 1969年7月1日     | 1969年7月1日       | 大字新戸                                                           |                            |
| 相武台二丁目     | そうぶだい           | 1969年7月1日     | 1969年7月1日       | 大字新磯野、大字新戸                                               |                            |
| 相武台三丁目     | そうぶだい           | 1969年7月1日     | 1969年7月1日       | 大字新磯野、大字新戸                                               |                            |
| 相武台団地一丁目 | そうぶだいだんち     | 1969年7月1日     | 1969年7月1日       | 大字新磯野                                                         |                            |
| 相武台団地二丁目 | そうぶだいだんち     | 1969年7月1日     | 1969年7月1日       | 大字新磯野                                                         |                            |
| 当麻             | たいま               | 1941年4月29日    | 未実施             |                                                                    |                            |
| 西大沼一丁目     | にしおおぬま         | 1972年7月1日     | 1972年7月1日       | 大字大沼                                                           |                            |
| 西大沼二丁目     | にしおおぬま         | 1972年7月1日     | 1972年7月1日       | 大字大沼                                                           |                            |
| 西大沼三丁目     | にしおおぬま         | 1972年7月1日     | 1972年7月1日       | 大字大沼                                                           |                            |
| 西大沼四丁目     | にしおおぬま         | 1972年7月1日     | 1972年7月1日       | 大字大沼                                                           |                            |
| 西大沼五丁目     | にしおおぬま         | 1972年7月1日     | 1972年7月1日       | 大字大沼                                                           |                            |
| 東大沼一丁目     | ひがしおおぬま       | 1972年7月1日     | 1972年7月1日       | 大字大沼、大字鵜野森                                               |                            |
| 東大沼二丁目     | ひがしおおぬま       | 1972年7月1日     | 1972年7月1日       | 大字大沼                                                           |                            |
| 東大沼三丁目     | ひがしおおぬま       | 1972年7月1日     | 1972年7月1日       | 大字大沼                                                           |                            |
| 東大沼四丁目     | ひがしおおぬま       | 1972年7月1日     | 1972年7月1日       | 大字大沼                                                           |                            |
| 東林間一丁目     | ひがしりんかん       | 1967年10月1日    | 1967年10月1日      | 大字上鶴間                                                         |                            |
| 東林間二丁目     | ひがしりんかん       | 1967年10月1日    | 1967年10月1日      | 大字上鶴間                                                         |                            |
| 東林間三丁目     | ひがしりんかん       | 1967年10月1日    | 1967年10月1日      | 大字上鶴間                                                         |                            |
| 東林間四丁目     | ひがしりんかん       | 1967年10月1日    | 1967年10月1日      | 大字上鶴間                                                         |                            |
| 東林間五丁目     | ひがしりんかん       | 1967年10月1日    | 1967年10月1日      | 大字上鶴間                                                         |                            |
| 東林間六丁目     | ひがしりんかん       | 1971年7月1日     | 1971年7月1日       | 大字上鶴間                                                         |                            |
| 東林間七丁目     | ひがしりんかん       | 1971年7月1日     | 1971年7月1日       | 大字上鶴間                                                         |                            |
| 東林間八丁目     | ひがしりんかん       | 1971年7月1日     | 1971年7月1日       | 大字上鶴間                                                         |                            |
| 双葉一丁目       | ふたば               | 1970年7月1日     | 1970年7月1日       | 大字下溝                                                           |                            |
| 双葉一丁目       | ふたば               | 1970年7月1日     | 1979年7月1日       | 大字当麻                                                           |                            |
| 双葉二丁目       | ふたば               | 1970年7月1日     | 1970年7月1日       | 大字上鶴間、大字磯部、大字新磯野                                   |                            |
| 文京一丁目       | ぶんきょう           | 1970年7月1日     | 1970年7月1日       | 大字鵜野森                                                         |                            |
| 文京二丁目       | ぶんきょう           | 1970年7月1日     | 1970年7月1日       | 大字鵜野森、大字上鶴間                                             |                            |
| 松が枝町         | まつがえちょう       | 1967年10月1日    | 1967年10月1日      | 大字上鶴間                                                         |                            |
| 御園一丁目       | みその               | 1970年7月1日     | 1970年7月1日       | 大字大沼                                                           |                            |
| 御園二丁目       | みその               | 1970年7月1日     | 1970年7月1日       | 大字鵜野森                                                         |                            |
| 御園三丁目       | みその               | 1970年7月1日     | 1970年7月1日       | 大字大沼、大字磯部                                                 |                            |
| 御園四丁目       | みその               | 1970年7月1日     | 1970年7月1日       | 大字磯部、大字下溝                                                 |                            |
| 御園五丁目       | みその               | 1970年7月1日     | 1970年7月1日       | 大字鵜野森、大字上鶴間、大字磯部                                   |                            |
| 南台一丁目       | みなみだい           | 1969年7月1日     | 1969年7月1日       | 大字上鶴間                                                         |                            |
| 南台二丁目       | みなみだい           | 1969年7月1日     | 1969年7月1日       | 大字上鶴間                                                         |                            |
| 南台三丁目       | みなみだい           | 1969年7月1日     | 1969年7月1日       | 大字上鶴間                                                         |                            |
| 南台四丁目       | みなみだい           | 1969年7月1日     | 1969年7月1日       | 大字上鶴間                                                         |                            |
| 南台五丁目       | みなみだい           | 1969年7月1日     | 1969年7月1日       | 大字上鶴間                                                         |                            |
| 南台六丁目       | みなみだい           | 1969年7月1日     | 1969年7月1日       | 大字上鶴間                                                         |                            |
| 豊町             | ゆたかちょう         | 1969年7月1日     | 1969年7月1日       | 大字上鶴間                                                         |                            |
| 若松一丁目       | わかまつ             | 1972年7月1日     | 1972年7月1日       | 大字大沼、大字鵜野森                                               |                            |
| 若松二丁目       | わかまつ             | 1972年7月1日     | 1972年7月1日       | 大字大沼、大字鵜野森                                               |                            |
| 若松三丁目       | わかまつ             | 1972年7月1日     | 1972年7月1日       | 大字大沼、大字鵜野森                                               |                            |
| 若松四丁目       | わかまつ             | 1972年7月1日     | 1972年7月1日       | 大字大沼                                                           |                            |
| 若松五丁目       | わかまつ             | 1972年7月1日     | 1972年7月1日       | 大字大沼、大字鵜野森                                               |                            |
| 若松六丁目       | わかまつ             | 1972年7月1日     | 1972年7月1日       | 大字大沼                                                           |                            |

1. 1 2 3  相模大野駅周辺土地区画整理事業施工区域の一部（2000年2月25日換地処分公告）。

## 政治

### 行政

#### 市政機関
- 南区合同庁舎（2010年（平成22年）4月1日より市南合同庁舎から改称）
  - 南区役所（旧大野南出張所）

まちづくりセンター（2010年（平成22年）4月1日より出張所から改称）
- 大野中まちづくりセンター
- 麻溝まちづくりセンター
- 新磯まちづくりセンター
- 相模台まちづくりセンター
- 相武台まちづくりセンター
- 東林まちづくりセンター

連絡所
- 大沼連絡所
- 大野台連絡所
- 上鶴間連絡所

## 施設

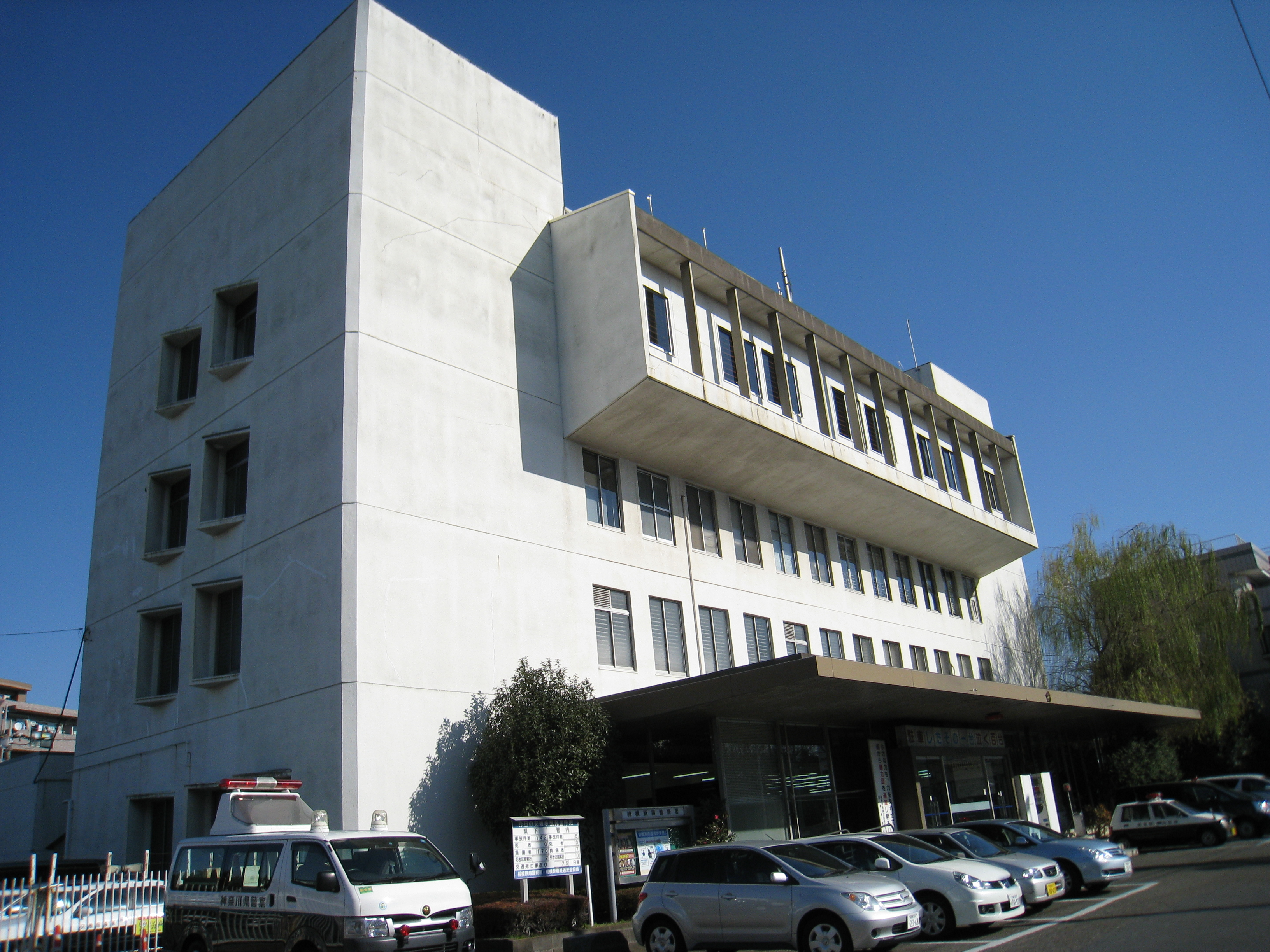
相模原南警察署

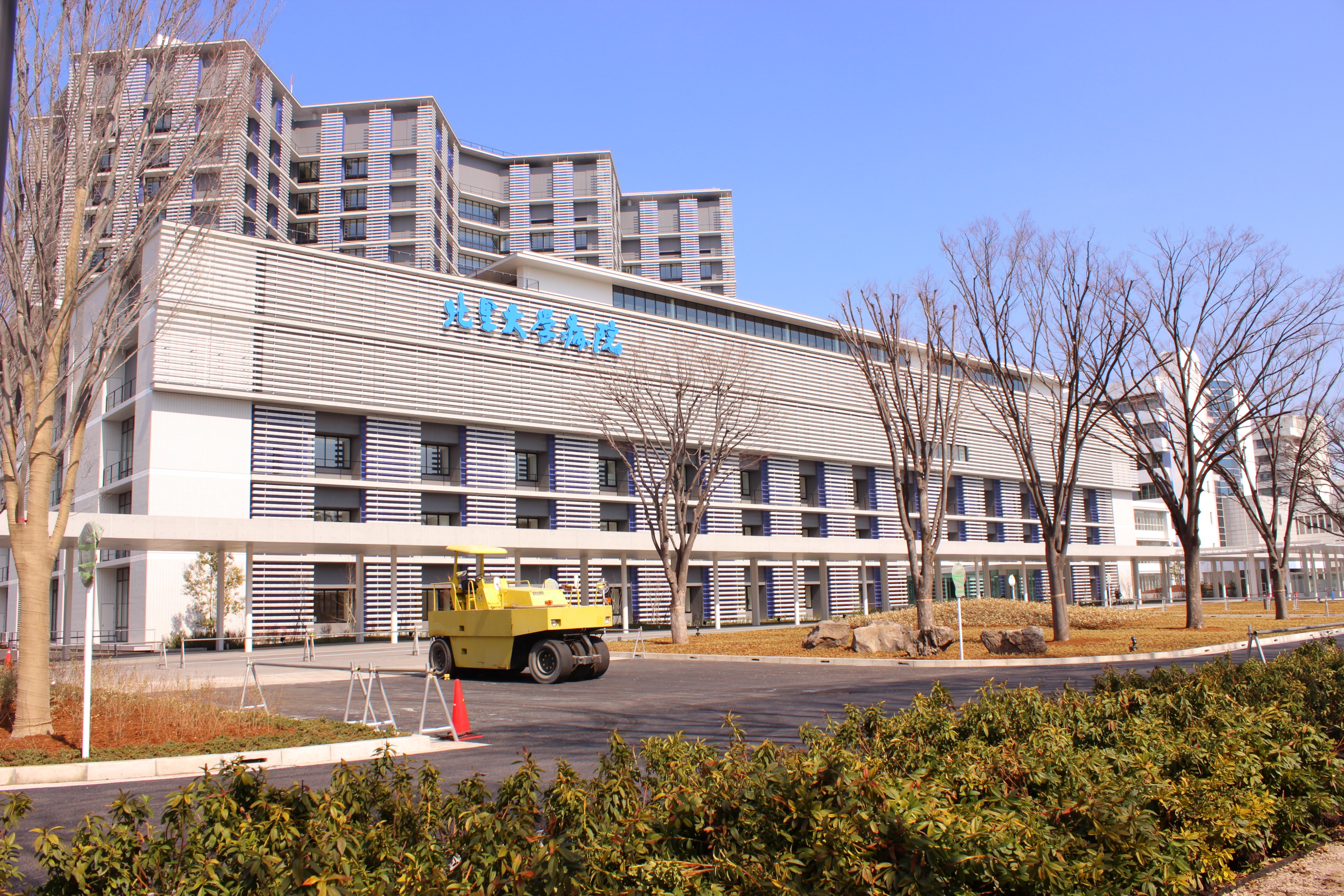
北里大学病院

### 警察
- 神奈川県相模原南警察署（古淵六丁目29番2号）
- 神奈川県警察本部交通部第二交通機動隊相模原分駐所（大野台1丁目3番2号）

交番
- 相模大野駅前交番（相模原市南区相模大野3丁目8番1号）
- 古淵駅前交番（相模原市南区古淵2丁目19番4号）
- 南大野交番（相模原市南区南台3丁目16番22号）
- 東林間駅前交番（相模原市南区上鶴間7丁目7番2号）
- 大野交番（相模原市南区古淵3丁目17番10号） - 敷地内に「神奈川県警察国道16号相模原車輌検問所」を併設する。
- 小田急相模原駅前交番（相模原市南区松が枝町22番1号）
- 相武台交番（相模原市南区新磯野4丁目8番9号）
- 新磯野交番（相模原市南区相模台団地7番11号）
- 大沼交番（相模原市南区東大沼3丁目30番25号）
- 中和田交番（相模原市南区上鶴間本町7丁目34番16号）
- 麻溝交番（相模原市南区当麻1375番地2） - 平成22年4月、管轄区域の変更に伴い、それまで相模原警察署の所管であった麻溝交番は当署の所管となった。
- 麻溝公園前交番（相模原市南区麻溝台2309番地1）

駐在所
- 新磯駐在所（相模原市南区磯部1933番地の2）

出張所
- 町田駅南口臨時警備出張所（相模原市南区上鶴間本町3丁目10番4号）

### 消防
消防署
- 相模原市南消防署（相模大野五丁目34番1号）
  - 麻溝台分署、新磯分署、東林分署、大沼分署、相武台分署、上鶴間分署

### 医療
主な病院
- 北里大学病院
- 国立病院機構相模原病院
- 相模原南病院
- さがみ林間病院（旧東芝林間病院）

### 文化施設
交流施設
- 相模原南市民ホール
- 相模女子大学グリーンホール

## 教育

### 大学

#### 私立
- 北里大学相模原キャンパス
- 相模女子大学相模原キャンパス
- 女子美術大学相模原キャンパス

### 高等学校

#### 県立
- 神奈川県立神奈川総合産業高等学校
- 神奈川県立麻溝台高等学校
- 神奈川県立上鶴間高等学校

#### 私立
- 相模女子大学高等部
- 光明学園相模原高等学校
- 東海大学付属相模高等学校

### 中等教育学校

#### 県立
- 神奈川県立相模原中等教育学校

### 中学校

#### 市立
- 相模原市立麻溝台中学校
- 相模原市立鵜野森中学校
- 相模原市立大野台中学校
- 相模原市立大野南中学校
- 相模原市立上鶴間中学校
- 相模原市立相模台中学校
- 相模原市立新町中学校
- 相模原市立相武台中学校
- 相模原市立相陽中学校
- 相模原市立東林中学校
- 相模原市立谷口中学校
- 相模原市立若草中学校

#### 私立
- 相模女子大学中学部
- 東海大学付属相模高等学校中等部

### 小学校

#### 市立
- 相模原市立麻溝小学校
- 相模原市立新磯小学校
- 相模原市立大沼小学校
- 相模原市立大野小学校
- 相模原市立大野台小学校
- 相模原市立大野台中央小学校
- 相模原市立鹿島台小学校
- 相模原市立上鶴間小学校
- 相模原市立くぬぎ台小学校
- 相模原市立相模台小学校
- 相模原市立桜台小学校
- 相模原市立相武台小学校
- 相模原市立鶴園小学校
- 相模原市立鶴の台小学校
- 相模原市立東林小学校
- 相模原市立双葉小学校
- 相模原市立緑台小学校
- 相模原市立南大野小学校
- 相模原市立もえぎ台小学校
- 相模原市立谷口小学校
- 相模原市立谷口台小学校
- 相模原市立夢の丘小学校
- 相模原市立若草小学校
- 相模原市立若松小学校

#### 私立
- 相模女子大学小学部

### 幼稚園
- うのもり幼稚園
- 大野文化幼稚園
- 相模女子大学幼稚部
- 相模すぎのこ幼稚園
- 相模原高等学校付属光明幼稚園
- さがみひかり幼稚園
- 相模ひまわり幼稚園
- 相模林間幼稚園
- 誠心第一幼稚園
- 誠心第二幼稚園
- 誠心相陽幼稚園
- 相武台中央幼稚園
- つくしの幼稚園
- 南大野幼稚園
- 谷口幼稚園
- 翠ヶ丘幼稚園

### 特別支援学校

#### 県立
- 神奈川県立相模原支援学校

## 交通

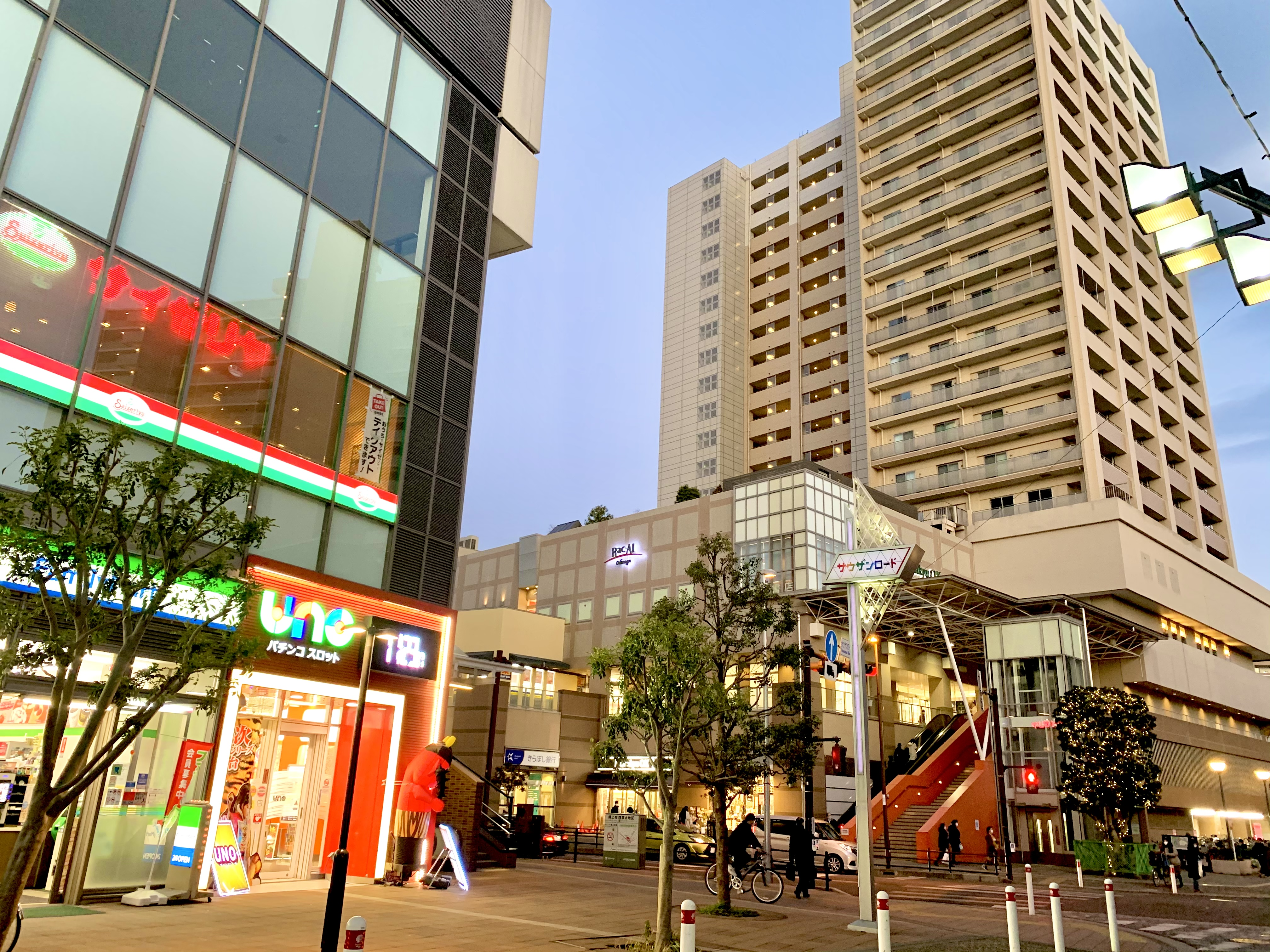
サウザンロード入口交差点

### 鉄道
東日本旅客鉄道（JR東日本）
 横浜線
- - （町田駅）- 古淵駅 -
- 町田駅の正式な所在地は東京都町田市であるが、駅舎は都県境を跨いでおり、駅設備の一部は相模原市が管理している。

■ 相模線
- 相武台下駅 - 下溝駅 - 原当麻駅 -
小田急電鉄（小田急）
 小田原線
- - 相模大野駅 - 小田急相模原駅 -

 江ノ島線
- 相模大野駅 - 東林間駅 -

一部は、隣接する町田市にある町田駅(上鶴間本町など)や座間市の相武台前駅(相武台など)が最寄駅となる地域もある。

### バス

#### 路線バス
- 神奈川中央交通相模原営業所 - 営業所（麻溝車庫）は区内にある。
- 神奈川中央交通橋本営業所
- 神奈川中央交通厚木営業所
- 神奈川中央交通大和営業所
- 神奈川中央交通多摩営業所

### 道路

#### 高速道路
- 首都圏中央連絡自動車道（圏央道）：相模原愛川IC

#### 国道
- 国道16号
- 国道129号

#### 都県道
- 神奈川県道46号相模原茅ヶ崎線
- 神奈川県道48号鍛冶谷相模原線
- 東京都道・神奈川県道51号町田厚木線
- 神奈川県道・東京都道52号相模原町田線
- 神奈川県道507号相武台相模原線
- 神奈川県道508号厚木城山線
- 神奈川県道509号相武台下停車場線

## 観光

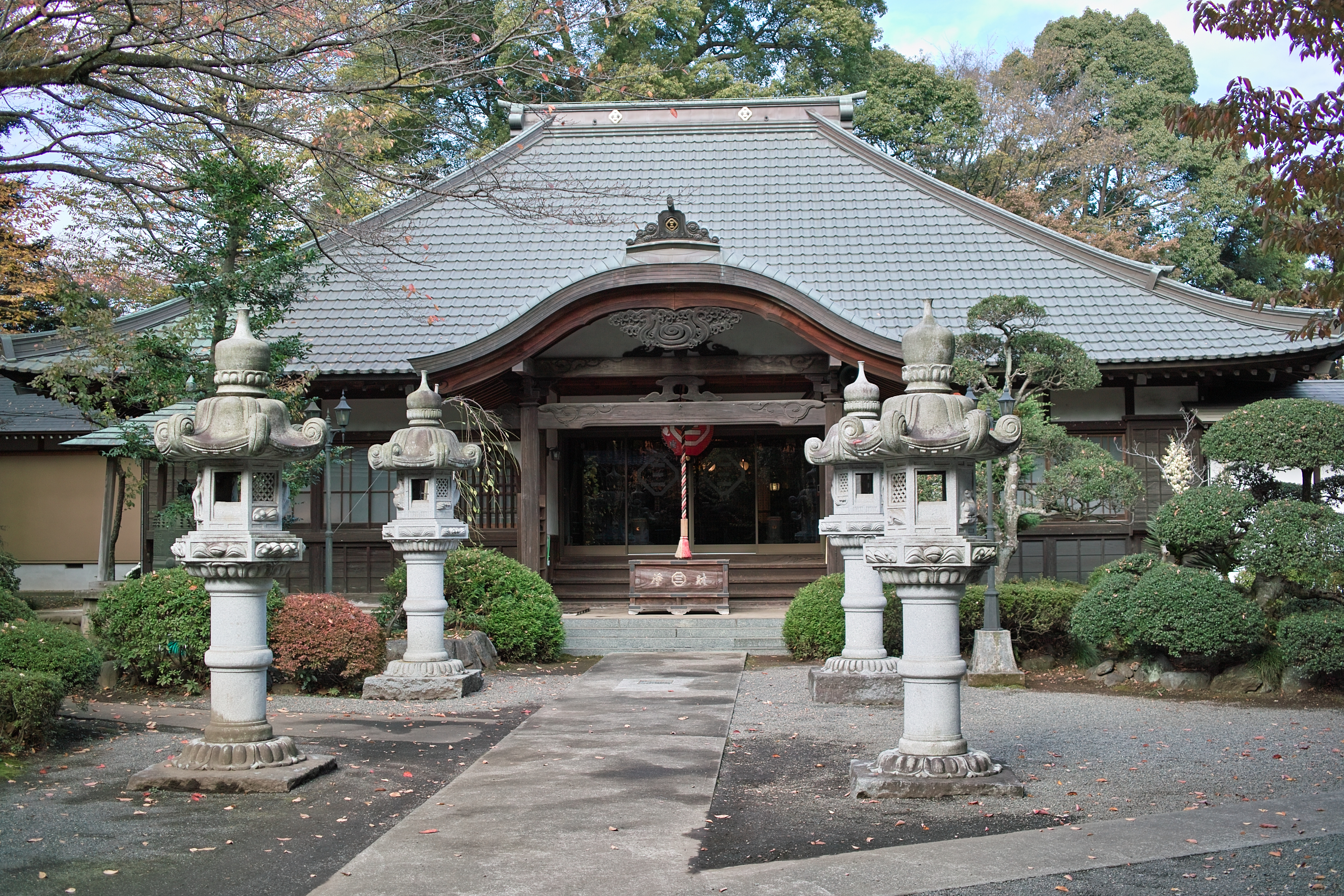
無量光寺

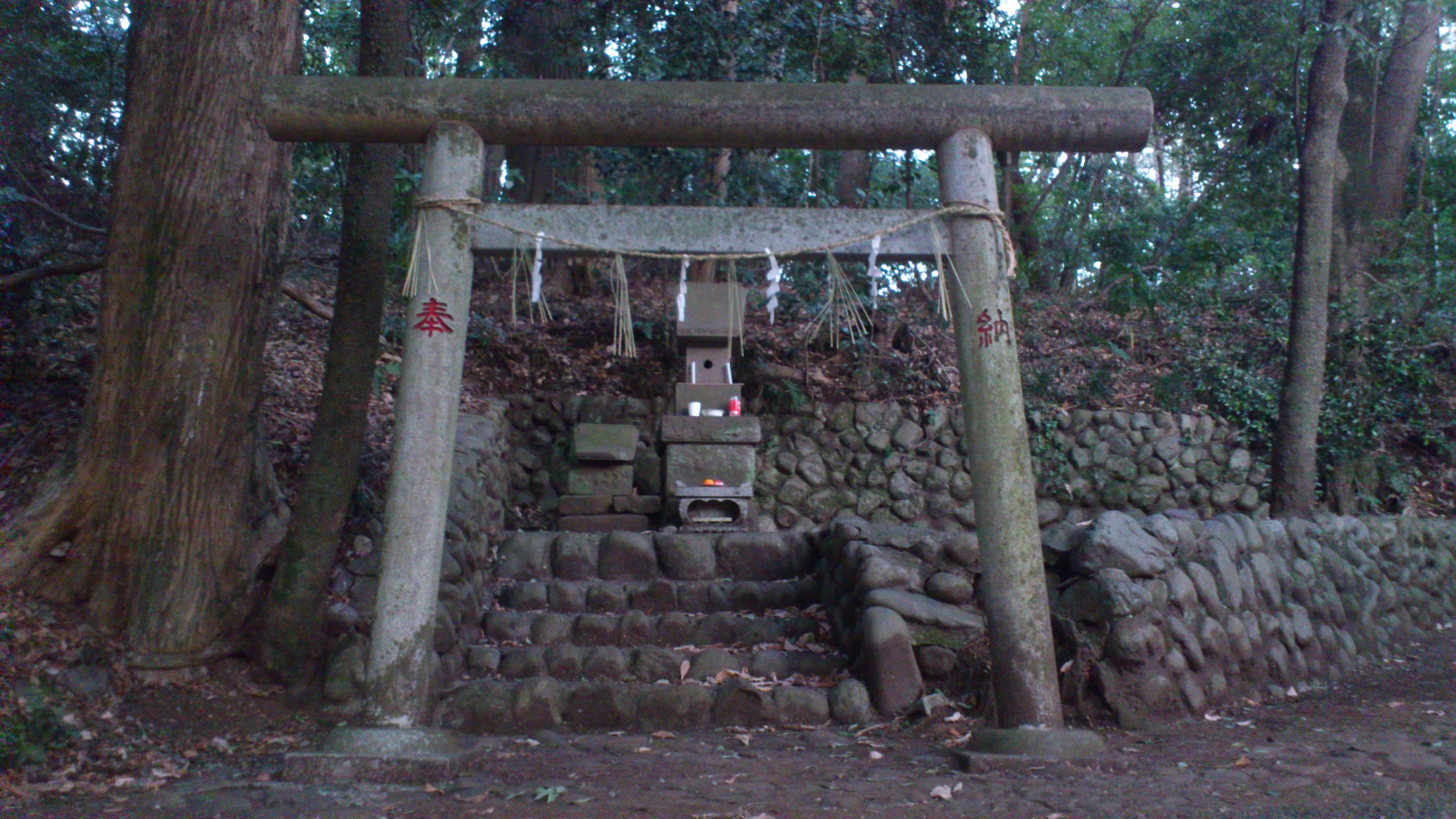
有鹿神社奥宮

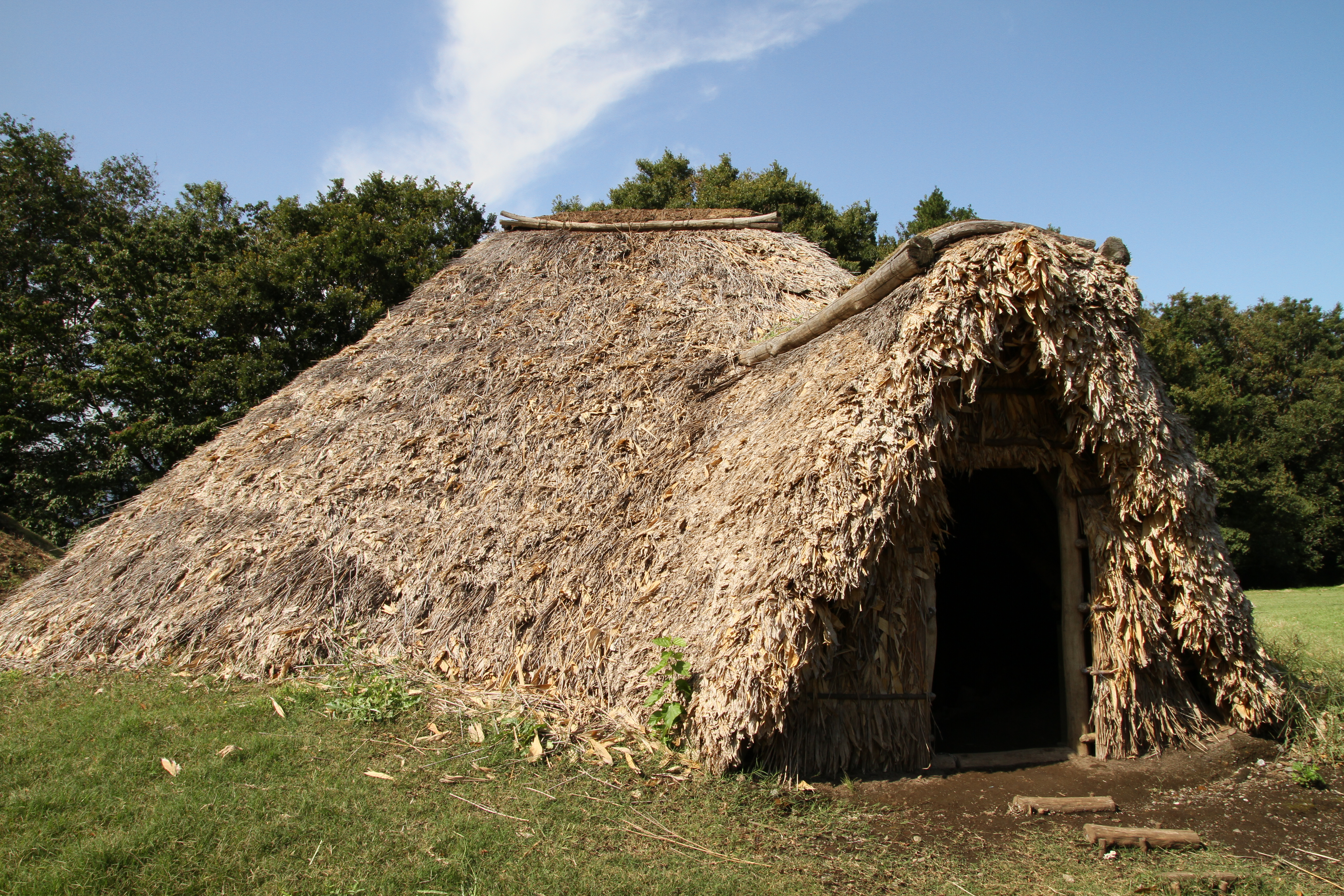
勝坂遺跡

### 名所・旧跡
主な寺院
- 観心寺
- 幸延寺
- 西善寺
- 東沢寺
- 無量光寺

主な神社
- 有鹿神社奥宮
- 三嶋神社
- 大沼神社
- 二宮神社

主な史跡
- 勝坂遺跡（国の史跡）
- 当麻東原古墳（市の史跡）
- 当麻谷原古墳（市の史跡）

### 観光スポット
- グリーンタワー相模原
- 女子美術大学美術館
- ボーノ相模大野
- 相模大野ステーションスクエア
- 相模原公園
- 相模原麻溝公園
- 中古タイヤ市場相模原店 - レトロ自販機を多数設置している「自販機コーナー」が有名

## 出身関連著名人
- 原辰徳（読売ジャイアンツ選手、コーチ、監督）
- 菅野智之（ボルチモア・オリオールズ選手、叔父は原辰徳)
- 西川史子（医師、タレント）
- 南秀仁（プロサッカー選手）
- 昨日のカレーを温めて（お笑い芸人）
- 畠中祐（声優）